# Hẻm núi Donau gần Weltenburg

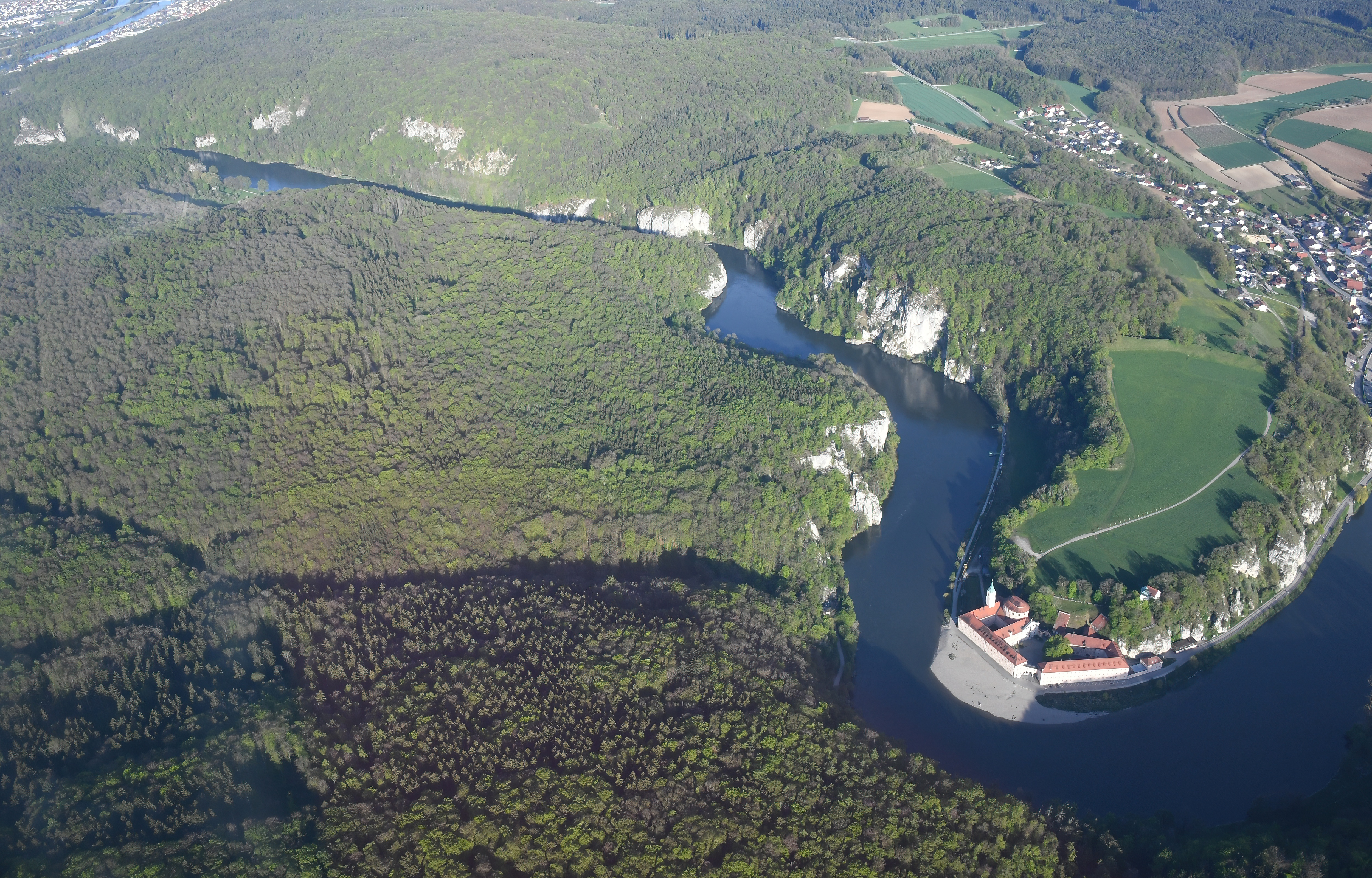
Hình ảnh trên không của Hẻm núi Donau gần Weltenburg. Tu viện Weltenburg có thể được nhìn thấy ở góc dưới cùng bên phải của hình ảnh

Hẻm núi Donau gần Weltenburg (tiếng Đức: Donaudurchbruch bei Weltenburg) là một phần hẹp của thung lũng sông Donau ở Hạ Bayern huyện Kelheim, đã được công nhận là một bảo tồn thiên nhiên và khối đá cho thấy phần nào lịch sử trái đất. Phần này của thung lũng ở miền nam Frankenalb có tên chính thức là Weltenburger Enge.

## Vị trí
Weltenburger Enge nằm trên phần Hạ Bayern của sông Donau giữa thị trấn Kelheim và Tu viện Weltenburg. Khu bảo tồn thiên nhiên có diện tích khoảng 560 ha, dài 5,5 km và rộng khoảng 400 m.

## Miêu tả
Vùng này được công nhận là một khu bảo tồn thiên nhiên. Khu vực này đã được chỉ định là một di tích thiên nhiên dưới thời Vua Ludwig I của Bayern vào đầu năm 1840. Khu bảo tồn thiên nhiên, tồn tại từ năm 1938, đã được trao chính chỉ châu Âu vào ngày 5 tháng 3 năm 1978. Nó là một phần của mạng lưới Natura 2000 và khu vực được bảo vệ  Weltenburger Enge, Hirschberg và Altmühlleiten.
Ngoài ra, khu vực này cũng là khối đá cho thấy lịch sử trái đất. Năm 2002, Weltenburger Enge được Bộ trưởng Bộ Môi trường Bayern công nhận chính thức là một trong những khối đá có vị trí đẹp nhất của Bayern. Năm 2006 Hẻm núi Donau được xếp vào danh sách 77  khối đá quốc gia nổi bật của Đức. Về mặt địa chất, hẻm núi Weltenburg thuộc kỷ Jura Thượng (đá vôi), và do đó có nhiều dạng thức   hóa thạch nhất ở Đức, được hình thành cách đây khoảng 150 triệu năm khi khu vực này vẫn còn là một vùng biển nông cạn.
Hẻm núi được bao bọc ở hai bên bởi mặt đá cao đến 80 mét, xuyên thủng bởi vô số hang động nhỏ. Giữa cái gọi là Stillen và những tảng đá của Lange Wand (Bức tường dài), con sông thu hẹp tới 110 mét và đạt độ sâu 20 mét. Các dạng thức đá vôi đôi khi mang những cái tên kỳ ảo như  Die drei feindlichen Brüder (3 anh em thù địch),  Räuberfelsen (Tảng đá hải tặc), Kuchelfelsen (Tảng đá Kuchel), Versteinerte Jungfrau (Trinh nữ hóa thạch), Bayerischer Löwe (Sư tử Bayern),  Bischofsmütze (Mũ Giám mục), Zwei Sich-Küssende (Hai người đang hôn nhau),  Römerfelsen (Tảng đá La mã),  Peter und Paul (Thánh Peter và Paul), Bienenhaus (Tổ ong), Napoleons Reisekoffer (Vali của Napoléon, mà ông ấy có lẽ  bỏ lại khi rút lui về Pháp).
Trái ngược với mức độ nước rất sâu tại chính vị trí của hẻm núi, có một đoạn sông ít sâu hơn nằm giữa Kelheim và Weltenburg, cái gọi là Wipfelsfurt. Đây là điểm cạn nhất trên sông Donau giữa Ingolstadt và Regensburg. Đoạn này có thể được hình thành bởi một thiên thạch trong Sự kiện Ries 15 triệu năm trước.

## Hình ảnh

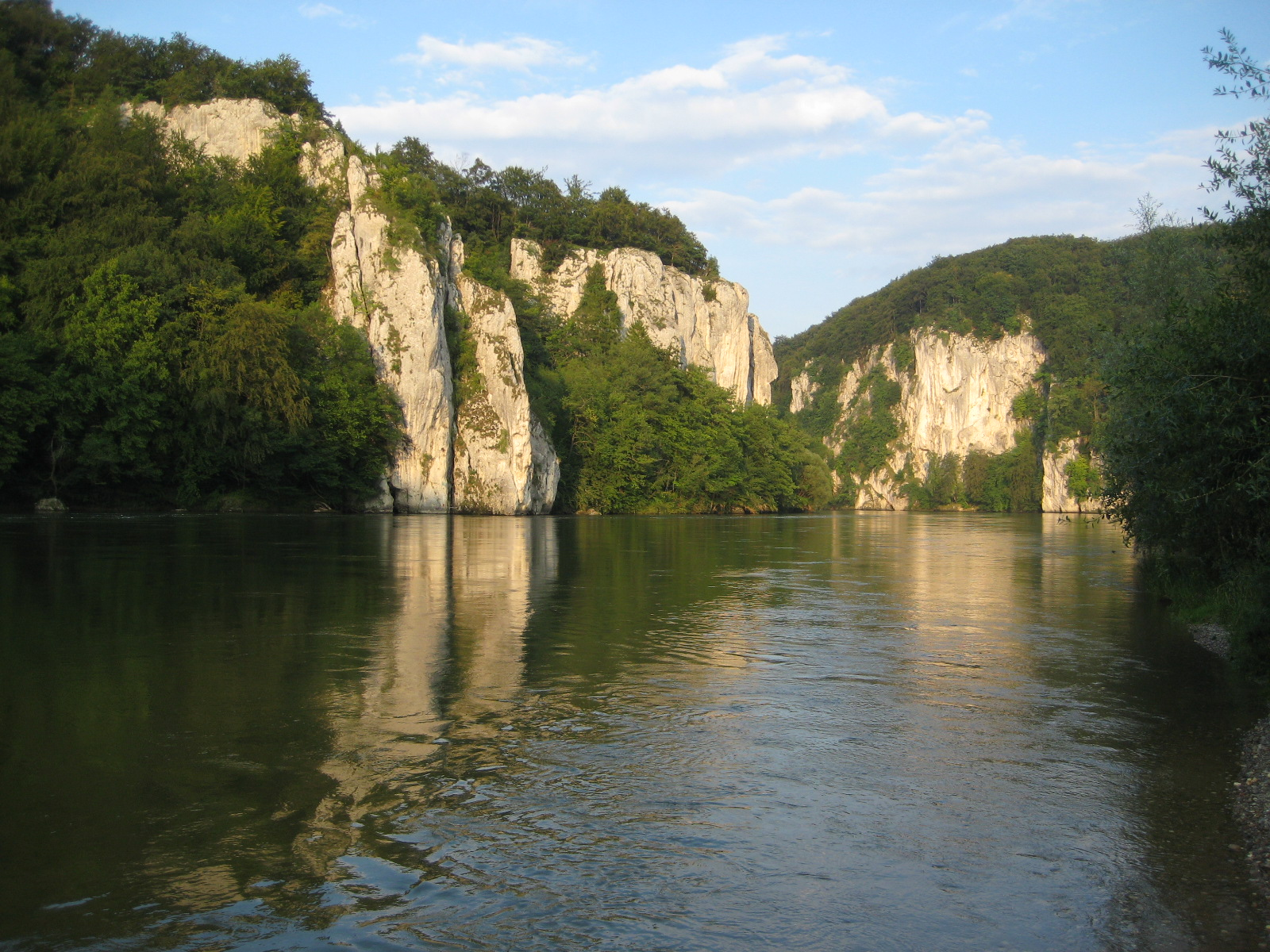
Quang cảnh Hẻm núi Donau nhìn từ Tu viện Weltenburg
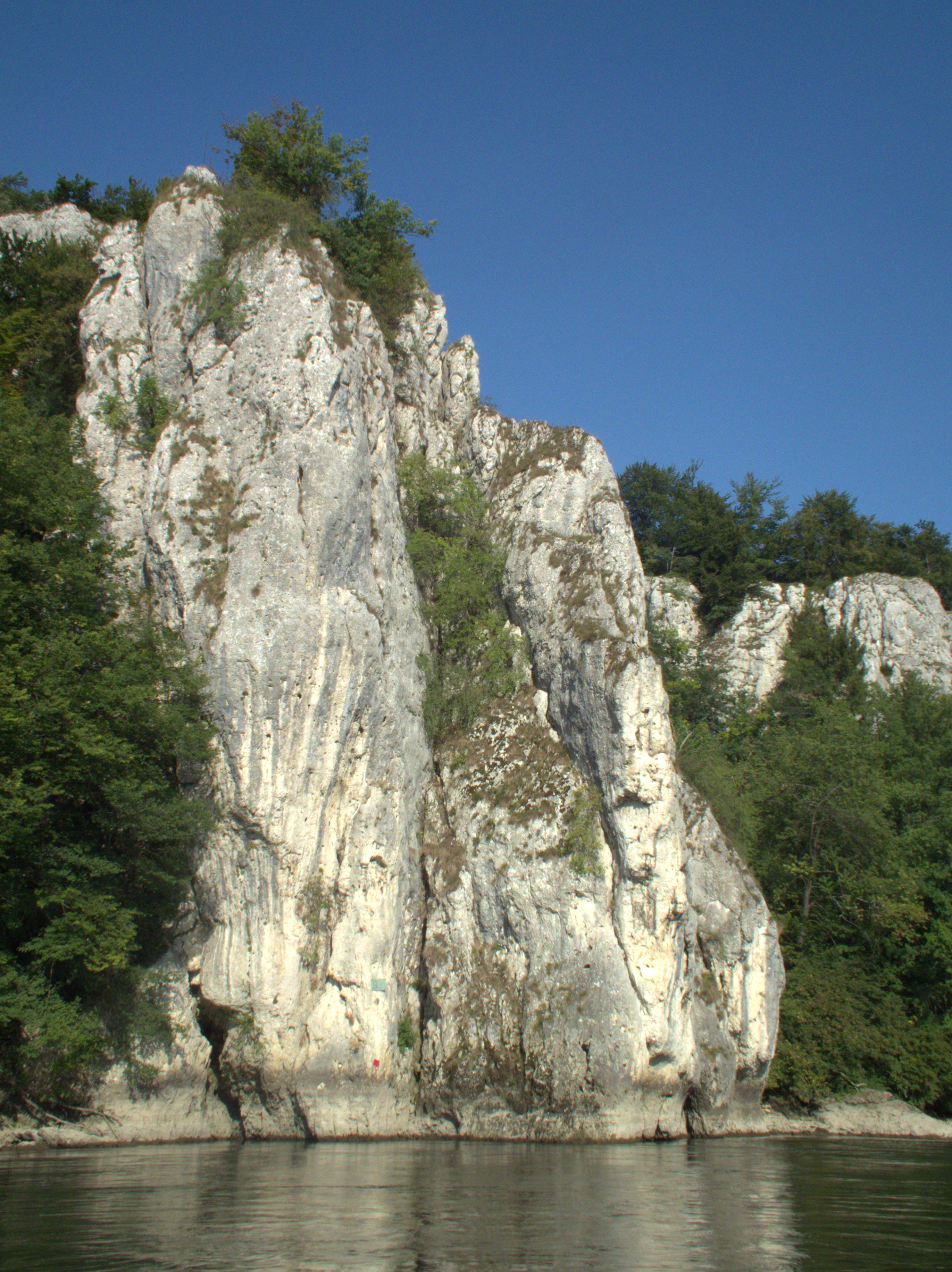
Khối đá nổi bật (Sư tử Bayern) tại chính Hẻm núi
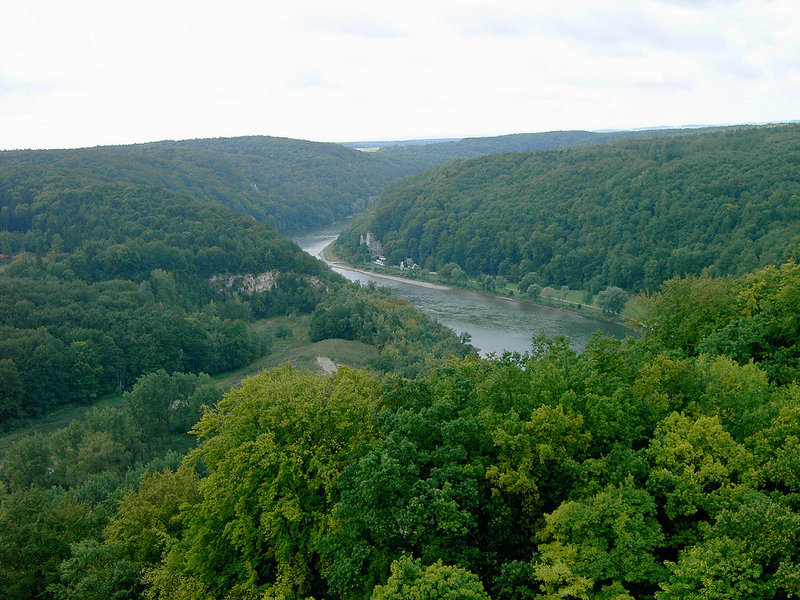
Tổng quan về khu vực Hẻm núi nhìn từ Michelsberg
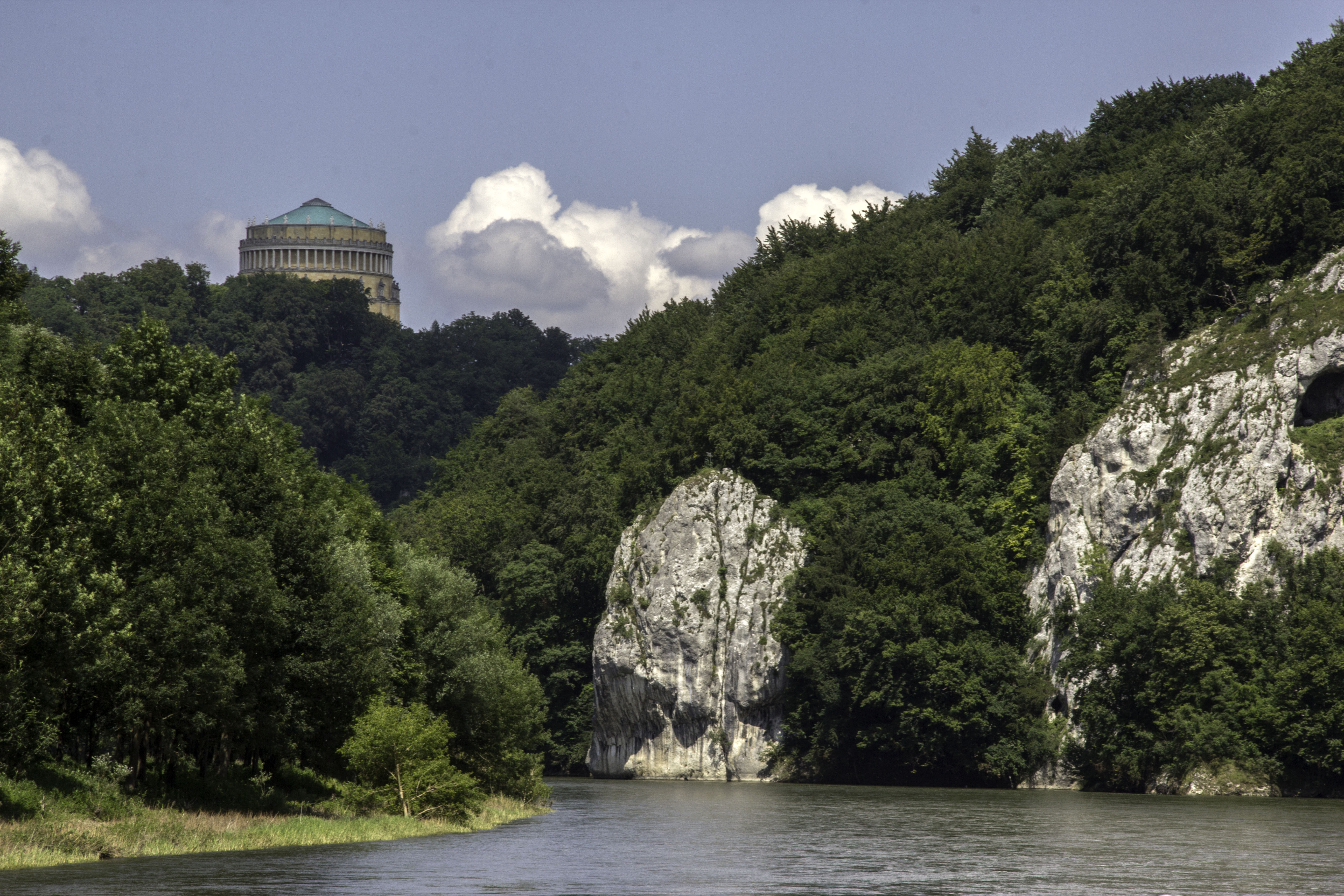
Nhìn qua Hẻm núi Donau tới Hội trường Giải phóng (Befreiungshalle)
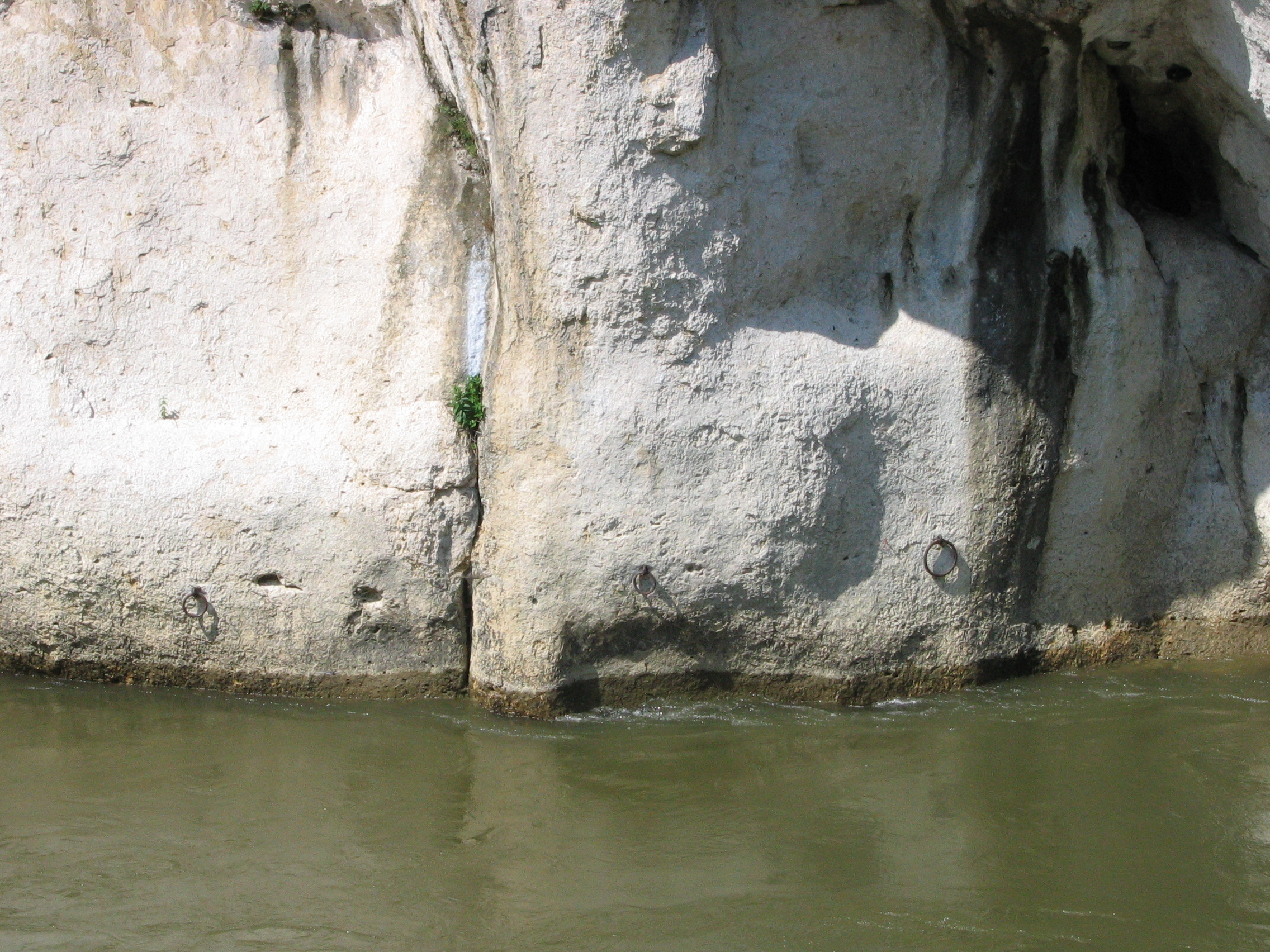
Trong Bức tường dài (Lange Wand), tảng đá trong hẻm núi nguy hiểm nhất, có những chiếc vòng từng được sử dụng để hỗ trợ tàu thuyền đi ngược dòng.
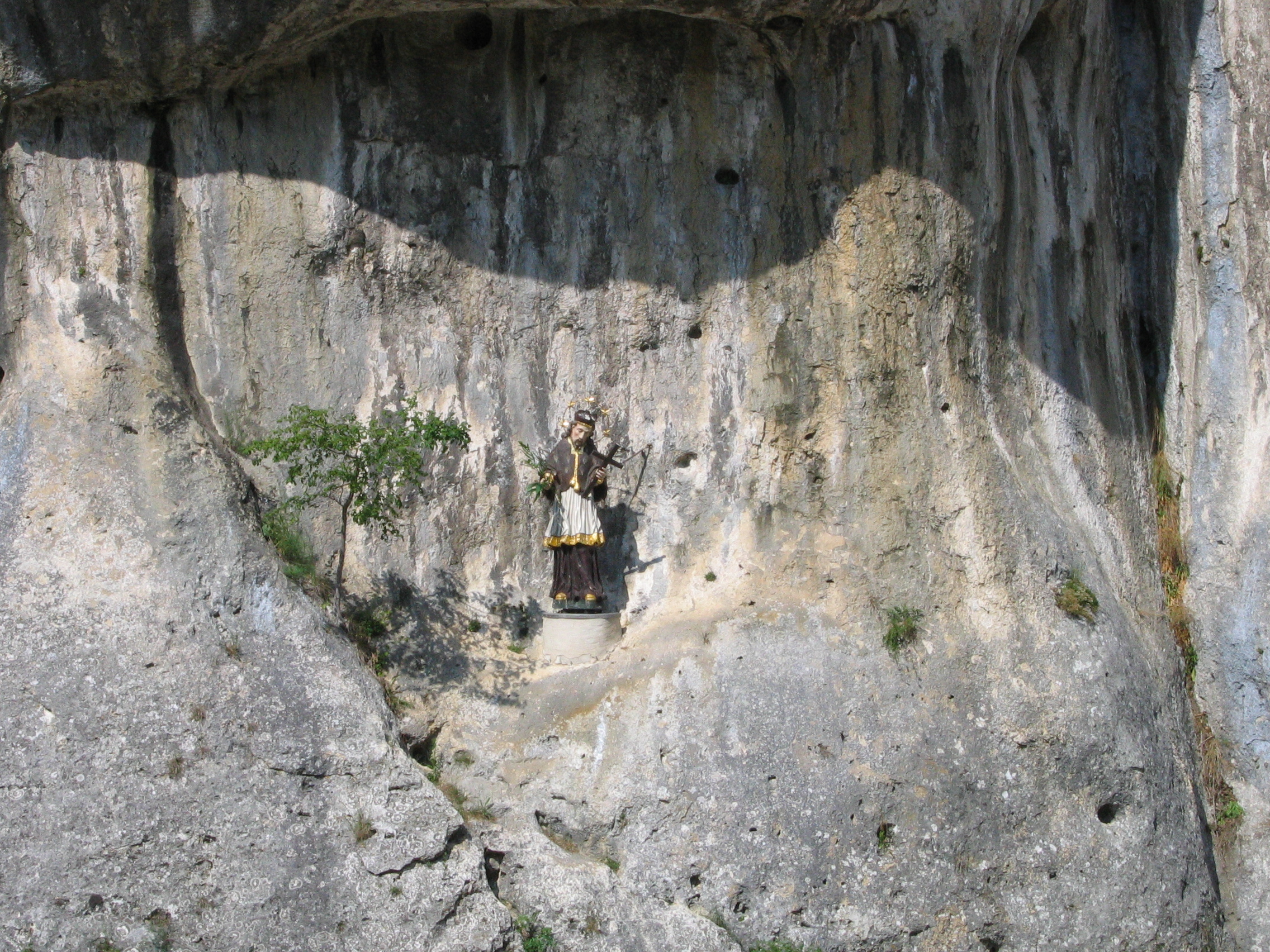
Vị thánh bảo trợ, Thánh Nepomuk, trên Bức tường dài